# 南アフリカ国境戦争
南アフリカ国境戦争（The South African Border War）、あるいはナミビア独立戦争、アンゴラ・ブッシュ戦争（the Angolan Bush War）とは、1966年8月26日から1990年3月21日まで起きていたナミビア、ザンビア、アンゴラで起きたほぼ非対称の紛争であった。
南アフリカ防衛軍と南西アフリカ人民機構の武装部門であるナミビア人民解放軍の間で戦闘が行われた。
南アフリカ国境戦争はアンゴラ独立戦争（1961年～1974年）およびアンゴラ内戦（1975年～2002年）と密接に絡み合っていた。

## 概要

### 背景
紛争の根源は、第一次世界大戦まで遡る。このとき、南アフリカ連邦は、大英帝国と第一次世界大戦の他の同盟国に代わって、ドイツ領南西アフリカに侵攻し、占領した。ドイツの敗北の余波で、国際連盟は南アフリカ連邦に対し、住民が自ら統治する準備が整うまでその領土を管理する委任を与えた（委任統治）。
第二次世界大戦後、南アフリカ連邦は提案された国連信託統治協定に南西アフリカを引き渡すことを拒否し、代わりにそれをケープ州、ナタール州、オレンジ自由州、トランスヴァール州に次ぐ5番目の州として併合する権利を要求した。南西アフリカの白人住民に南アフリカ議会の議員を選出する権利を与えるなど、南西アフリカを南アフリカに統合するための措置が講じられた。

### 戦争勃発
1962年、南アフリカの支配に抵抗し、南西アフリカの独立を目的としてSWAPOが設立。ソビエト連邦の支援を受け、SWAPOはゲリラの訓練を開始し、1966年以降、南アフリカの警察や軍と頻繁に衝突した（ナミビア独立戦争）。
SWAPOはポルトガル領アンゴラにおいてアンゴラの独立を目指す反政府組織（MPLA、UNITA、FNLA）や、南アフリカ国内において反アパルトヘイト運動を行うANCの武装部門ウムコントゥ・ウェ・シズウェとの協力体制を築いた。これに対して南アフリカ共和国はアンゴラの独立運動の鎮圧を図るエスタド・ノヴォ体制下のポルトガルと協力体制を築く（アンゴラ独立戦争）。

### アンゴラ独立後
1974年のカーネーション革命によりエスタド・ノヴォ体制が崩壊したポルトガルは、アフリカの植民地の独立を承認。
翌1975年にアンゴラが独立を獲得すると戦争の局面は大きく変わり、MPLA主導の共産主義政府がゲリラへの支援を開始した。これに対して南アフリカはアンゴラ国内において武装蜂起したUNITAやFNLAへの資金や武器などの援助を行ってMPLA政府の不安定化と打倒を図るのみならず、南アフリカ軍はSWAPOの基地を破壊するためにアンゴラへの襲撃を開始し、アンゴラ軍との戦闘につながった。これに呼応してMPLAの後ろ盾であったソ連の同盟国の一つであるキューバがアンゴラ政府を支援するために軍隊を派遣したため、この戦争は冷戦期における東西両陣営間の代理戦争と化した（アンゴラ内戦）。
1988年、南アフリカ、アンゴラ、キューバは和平のための三国協定に署名した。キューバは、南アフリカが南西アフリカから撤退し、同地域の独立を認めた場合、アンゴラから撤退することに同意した。南西アフリカは1990年初頭にナミビアとして独立した。